# Asociación Bienestar y Desarrollo
Asociación Bienestar y Desarrollo (Grupo ABD) es una ONG española declarada de utilidad pública que, desde hace más de 40 años, trabaja para reducir las desigualdades y la vulnerabilidad social y sanitaria. A través de una amplia red de servicios y programas, interviene en diferentes ámbitos de la acción social, como la atención a las drogodependencias, la salud mental, la infancia, la familia, la igualdad de género, la dependencia, la discapacidad intelectual, la pobreza y la exclusión social. ABD tiene sedes en las comunidades autónomas de Andalucía, Castilla y León, Islas Baleares, Cataluña, Valencia y Madrid. Según la memoria de actividad de 2023, ABD cuenta con 2.038 empleados en toda España y 562 personas voluntarias.    

## Historia
El Grupo ABD nace en la década de los 80, cuando el consumo de drogas y la pandemia del sida hicieron estragos entre la población joven. En este contexto, un grupo de profesionales y voluntarios/as, sin adhesiones políticas ni confesionales, se organizaron para dar atención a este fenómeno tan destructivo.

### 1980: sus inicios
En los años 80, coincidiendo con la explosión de la heroína en Barcelona, un grupo de jóvenes profesionales y personas voluntarias empezaron a dar respuesta a las situaciones derivadas del consumo de drogas, que hacían estragos entre la población joven.

### 1990: punta de lanza de la intervención social
En 1990, este grupo dio lugar a ABD, Asociación Bienestar y Desarrollo, ampliando la intervención a las situaciones de exclusión social. Con la mirada puesta en la colectividad, se atienden a las personas de manera transversal, teniendo en cuenta al individuo, la familia y a su entorno.
En esta década se situaron en la detección de necesidades y del desarrollo de proyectos de intervención social. Nace en esta época Energy Control, su programa de reducción de riesgo en consumo de drogas en espacios de ocio, y Preinfant, programa de prevención del maltrato infantil. También iniciaron la intervención en personas drogodependientes en zonas de extrema marginalidad.

### 2000: expansión y crecimiento
A principios de los 2000, ABD tomó dimensiones de gran entidad con la intervención en el ámbito de la dependencia y las personas mayores mediante soluciones que van desde la atención domiciliaria hasta la residencial. Este momento marcó una etapa de crecimiento con más servicios y un fortalecimiento del voluntariado y del equipo de profesionales.

### 2011: se amplían los desafíos y se amplían las respuestas
La crisis social y económica redefine nuevos perfiles de vulnerabilidad y fenómenos antes invisibilizados, como la pobreza energética. Se iniciaron los programas de Energía Justa a través de la Fundación ABD, que nació con el objetivo de multiplicar su fuerza y diseñar nuevas respuestas a los cada vez mayores desafíos sociales.

### 2017: tejen redes mirando al futuro
Están en proceso de renovación, potenciando la innovación social y creando redes de apoyo en países de Europa y América Latina para tejer una sociedad global más justa. Construyen una estrategia común que les permite mirar al futuro con ilusión y esperanza.

### 2022: Ampliación de la gestión de recursos de drogodependencias
El Grupo ABD dio un gran paso adelante en la ampliación de la gestión de los recursos de atención a las drogodependencias con la adquisición del Instituto Genus. Con esta operación, la Asociación Bienestar y Desarrollo ABD fortaleció su modelo de atención a las drogodependencias. Este modelo, clave en el origen de la organización, se basa en la atención integral y comunitaria de las personas con problemas de drogodependencias y sus familias.
Esto supuso un paso fundamental en el fortalecimiento del Grupo (ABD/Fundación ABD//Institut Genus), que actualmente está conformado por más de 2.000 personas, con más de 1.900 profesionales y más de 600 personas voluntarias y colaboradoras.

## Fundamentos

### Visión
ABD es una entidad promotora y referente de un modelo de tercer sector caracterizado por:
- Valores éticos en el trato con las personas, colectivos, comunidades y administración, contrastados y certificados.
- Una economía saneada y una gestión eficiente de los programas con fondos públicos y privados que permite la inversión social.

### Misión
ABD crea y gestiona proyectos y servicios centrados en las personas y en las comunidades para facilitar el empoderamiento y reforzar su papel activo en la generación de igualdad social y bienestar personal y colectivo.

### Valores
- Compromiso social y defensa de derechos
- Creatividad, innovación y calidad
- Ética, transparencia y rendición de cuentas
- Pluralismo
- Profesionalidad

## Ámbitos de acción
ABD desarrolla sus objetivos a través de proyectos propios y a través de la gestión de servicios públicos.  

### Área de Drogas
Se centra en la prevención de conductas adictivas, incluyendo la reducción de riesgos y daños, la prevención en adolescentes y jóvenes, el apoyo en salud mental.

### Área de Inclusión y Pobreza
Trabaja en la ocupación e inserción laboral, el emprendimiento social, la vivienda social, la garantía alimentaria, la dinamización comunitaria, el asesoramiento energético, la integración de migrantes y la sensibilización sobre salud sexual y reproductiva.

### Área de Infancia y Familia
Apoya a las familias y trabaja en la prevención de la violencia de género, ofreciendo pisos materno-infantiles, atención a la infancia vulnerable, espacios de crianza, intervención multifamiliar y comunitaria y talleres con perspectiva de género.

### Área SAD Atención Domiciliaria
Promueve la innovación social y tecnológica para prevenir la soledad no deseada y la brecha digital en personas mayores, con servicios de atención domiciliaria (SAD), intervención comunitaria y sensibilización sobre el buen trato a otras generaciones.

### Área PAD Promoción de Autonomía y Dependencia
Fomenta el envejecimiento digno con apoyo a las familias y personas cuidadoras, viviendas con servicios para personas mayores, espacios de diálogo para personas jóvenes sobre envejecimiento, acompañamiento a personas mayores con soledad no deseada y la dinamización de centros cívicos.

### Área de Discapacidad
Ofrece habilitación ocupacional, apoyo personal y social, promoción de la autonomía personal y el apoyo a las familias, garantizando una atención individualizada e inclusiva.

### Área Internacional
Desarrolla proyectos de cooperación internacional, trabajando por los derechos humanos y la inclusión social en diferentes contextos globales. Participa en proyectos internacionales y en la sensibilización sobre problemáticas globales.

### Área de Promoción de la Salud y el Bienestar
Refuerza la prevención de conductas adictivas y otras conductas de riesgo, promoviendo hábitos saludables, la capacidad crítica en la toma de decisiones y la salud mental. Incluye programas de prevención universal, selectiva e indicada.

## Datos
Durante el último año, han acompañado a 160.805 personas.
- 23.992 asesoramientos en pobreza energética
- 453 personas residentes en 394 viviendas sociales y con servicios para la vida diaria
- 908 personas en itinerarios personalizados de inserción social y laboral
- 26.694 personas migradas atendidas de más de 130 nacionalidades
- 12.501 jóvenes en talleres de salud sexual, prevención de adicciones, no violencia, coeducación, LGTBQIA+
- 1.675 personas mayores en servicios de atención domiciliaria, residencias y viviendas con servicios de soporte
- 520.454 kilos de alimentos distribuidos
- 1.018 madres acompañadas en programas de crianza positiva
- 4.355 mujeres y sus hijas e hijos víctimas de violencia de género atendidas
- 7.081 personas en programas de tratamiento por dependencia a sustancias
- 36.771 personas en servicios de prevención sobre consumo de alcohol y otras drogas
- 330 personas con discapacidad intelectual atendidas

## Programas o servicios

### Energy Control
Programa pionero de reducción de riesgos en el ámbito del consumo recreativo de drogas. Nacido en 1997, ofrece información, asesoramiento y formación en espacios de ocio para disminuir los riesgos asociados al consumo de sustancias. Promueve la gestión de placeres y riesgos, con un enfoque colaborativo y basado en la evidencia, y cuenta con reconocimiento institucional y del público destinatario.

### Preinfant
El programa acompaña a mujeres en situación de vulnerabilidad desde el embarazo hasta los tres años de vida del niño o niña. Ofrece atención individual, espacios familiares y pisos maternoinfantiles. Aborda casos de monomarentalidad, violencia, drogodependencias, salud mental y falta de recursos, con el objetivo de fortalecer la crianza y el bienestar familiar.

### La Botiga
Servicio de garantía alimentaria que promueve la soberanía alimentaria y la inserción social. Gestionado con el Ayuntamiento del Prat y Espigoladors, combina la lucha contra el desperdicio alimentario con la dinamización comunitaria y el apoyo a personas derivadas de servicios sociales. Es un espacio abierto, inclusivo y sostenible, orientado a la autogestión.

### ATENEA
Proyecto de transformación digital en los servicios sociales, centrado en reducir la brecha digital de colectivos vulnerables como personas mayores o con discapacidad. Impulsado con entidades tecnológicas y administraciones, promueve la inclusión, el bienestar y la calidad de vida mediante herramientas tecnológicas y formación accesible.

### CAMS (Casa de Acogida para personas con VIH)
Casa de acogida para personas con VIH en situación de exclusión social. Ofrece un entorno residencial y seguro desde 1993, con atención integral, acompañamiento en salud, desarrollo personal, educación en valores y apoyo para la inserción sociolaboral. Es un recurso clave para estabilizar la vida de personas altamente vulnerables.

### Jardí Fènix
Iniciativa de agricultura urbana dirigida a personas en tratamiento por drogodependencias. Combina formación y ocupación en agroecología para fomentar la inclusión, la autoestima y la empleabilidad. A través del cultivo y la sostenibilidad, promueve vínculos comunitarios y conciencia medioambiental, apostando por la transformación personal y social.

### Climate Ready Barcelona
Proyecto para anticiparse y adaptarse a los efectos del cambio climático y la crisis energética en Barcelona. Mejora los Puntos de Asesoramiento Energético (PAE) para apoyar a personas vulnerables en el acceso a la energía y desarrollar políticas informadas. Se centra en herramientas innovadoras y soluciones colaborativas.

### BOOST
Proyecto europeo que mejora el acceso y la calidad de los servicios para personas que consumen sustancias y viven con enfermedades transmisibles. Promueve buenas prácticas, formación y recopilación de datos, con enfoque comunitario e incidencia política. Financiado por la UE y coordinado por una red de entidades internacionales, incluido ABD